# Wybory parlamentarne we Włoszech w 2008 roku
Wybory parlamentarne we Włoszech w 2008 roku odbyły się w dniach 13 (8:00–22:00) i 14 kwietnia (7:00–15:00). Wraz z nimi przeprowadzane zostały wybory samorządowe w dwóch regionach i szeregu innych jednostek terytorialnych. Były to wybory przedterminowe, przeprowadzone po nieudanym głosowaniu nad wotum zaufania dla centrolewicowego rządu Romano Prodiego. W ich wyniku wybrano członków Izby Deputowanych i Senatu XVI kadencji. Wybory zakończyły się zwycięstwem federacyjnego Ludu Wolności i jego koalicjantów, co skutkowało powołaniem gabinetu Silvia Berlusconiego.

## Przemiany polityczne we Włoszech i kryzys polityczny
Wybory parlamentarne w 2006 przy zmienionej ordynacji, likwidującej okręgu jednomandatowe, wygrała wielopartyjna centrolewicowa koalicja Unia, pokonując skupioną wokół rządzącej koalicji Dom Wolności. Lewica dzięki zapisom ordynacji uzyskała stabilną większość w Izbie Deputowanych, natomiast oba bloki dysponowały bardzo zbliżoną liczbą głosów w Senacie XV kadencji. Stanowiąca zaplecze rządu Romano Prodiego Unia skupiała ugrupowania komunistyczne, socjaldemokratyczne, liberalne i chadeckie, łącznie aż 9 wchodzących w jej skład partii było reprezentowanych przez co najmniej 10 parlamentarzystów.
W 2007 po obu stronach doszło do istotnych zmian w układzie partyjnym. Prawica jesienią przeprowadzała akcję antyrządową, w jej trakcie w ciągu trzech dni stronnicy byłego premiera zebrali około 7 milionów podpisów pod petycją ustąpienia premiera i przedterminowych wyborów parlamentarnych. W ramach procesu jednoczenia różnych ugrupowań Forza Italia i Sojusz Narodowy powołały federacyjny Lud Wolności. Również centrolewica przechodziła proces zjednoczeniowy – kilka stronnictw w tym współpracujące od lat w ramach Drzewa Oliwnego partie Demokracja to Wolność i Demokraci Lewicy współtworzyły Partię Demokratyczną. Zakończyły tym samym działalność oba bloki z wyborów w 2006 – zarówno Unia, jak i Dom Wolności.
Rząd Romano Prodiego znalazł się w kryzysie na początku 2008. Ustąpił wówczas z niego minister sprawiedliwości Clemente Mastella, gdy ujawniono, iż razem z żoną znalazł się wśród osób zamieszanych w skandal korupcyjny w publicznej służbie zdrowia w regionie Kampania. Jego chadecka partia Popolari-UDEUR opuściła natomiast koalicję rządową.
Jeszcze w styczniu tego samego roku gabinet nie uzyskał wotum zaufania w Senacie (wynikiem głosów 161 do 156), co doprowadziło do dymisji premiera. 6 lutego 2008 prezydent Włoch Giorgio Napolitano podpisał dekret o rozwiązaniu obu izb parlamentu. Dekret o przedterminowych wyborach zakończył trwający przez dwa tygodnie kryzys polityczny.

## Ordynacja wyborcza
Większość spośród 630 posłów do Izby Deputowanych została wybrana w wielomandatowych okręgach wyborczych odpowiadających regionowi lub jego części, 1 poseł został wybrany w okręgu wyborczym utworzonym w regionie Dolina Aosty, a 12 w czterech większościowych okręgach dla Włochów mieszkających poza granicami kraju. Ordynacja do Senatu przewidywała wybór większości spośród 315 senatorów w wielomandatowych okręgach wyborczych utworzonych w 18 regionach. 7 senatorów wybrano w okręgach jednomandatowych w Trydencie-Górnej Adydze, 1 w Dolinie Aosty, a 6 w czterech większościowych okręgach dla Włochów mieszkających poza granicami kraju. W przypadku wyborów proporcjonalnych obowiązywały progi wyborcze.

## Kampania wyborcza
Centroprawica skupiła się wokół byłego premiera Silvia Berlusconiego z Forza Italia i jego wieloletniego sojusznika Gianfranca Finiego z Sojuszu Narodowego. Obie te partie stały się głównymi uczestnikami Ludu Wolności. Poza nimi PdL zasiliła grupa średnich i małych ugrupowań, wśród nich Chrześcijańska Demokracja dla Autonomii, Nowa Włoska Partia Socjalistyczna, Liberalni Demokraci, Liberalni Reformatorzy, Włoska Partia Republikańska, Akcja Socjalna, Partia Emerytów, Liberalni Ludowcy i Włosi w Świecie. Umowy o blokowaniu list z PdL podpisały natomiast Liga Północna i Ruch dla Autonomii, startujące odpowiednio w północnych i południowych regionach. 5 marca 2008 Silvio Berlusconi, wystawiony jako kandydat na premiera, ogłosił, że startuje po raz ostatni.
Partia Demokratyczna zawiązała blok wyborczy z Włochami Wartości Antonio Di Pietro. Z kolei na listach PD znaleźli się przedstawiciele zachowującego pewną autonomię Europejskiego Ruchu Republikańskiego i Włoskich Radykałów minister Emmy Bonino. Liderem koalicji został przywódca demokratów Walter Veltroni. Urzędujący premier Romano Prodi zapowiedział zakończenie kariery politycznej i nie kandydował do parlamentu.
Dotychczasowi sojusznicy centroprawicy, Unia Chrześcijańskich Demokratów i Centrum, zawiązali tym razem własną koalicję wyborczą pod nazwą Unia Centrum, współtworzoną też przez Białą Różę i parę mniejszych ugrupowań chadeckich.
Lewicowe partie wchodzące w skład dawnej Unii, tj. Odrodzenie Komunistyczne, Partia Komunistów Włoskich, Demokratyczna Lewica i Federacja Zielonych, powołały blok Lewica-Tęcza.
Odrębne listy wystawiły też Prawica wspólnie z Trójkolorowym Płomieniem oraz nowo powstała Partia Socjalistyczna. W wyborach nie wystartowały Popolari-UDEUR i PSDI.
Sondaże z drugiej połowy marca 2008 przewidywały uzyskanie przez koalicję PdL-LN-MpA 43,3–46% głosów, PD–IdV 35,5–39,1% głosów, Lewicę-Tęczę 6,0–7,8% głosów, UdC 5,1–7,7% głosów, Prawicę 2,0–4,0% głosów, PS 0,7–2,3% głosów. Sondaże z ostatnich dni kampanii dawały 5–8% przewagi Ludowi Wolności i jego sojusznikom w 630-osobowej Izbie Deputowanych, przewidując zarazem równowagę w przyszłym 315-osobowym Senacie.

## Wyniki do Izby Deputowanych

### Wyniki w regionach Włoch

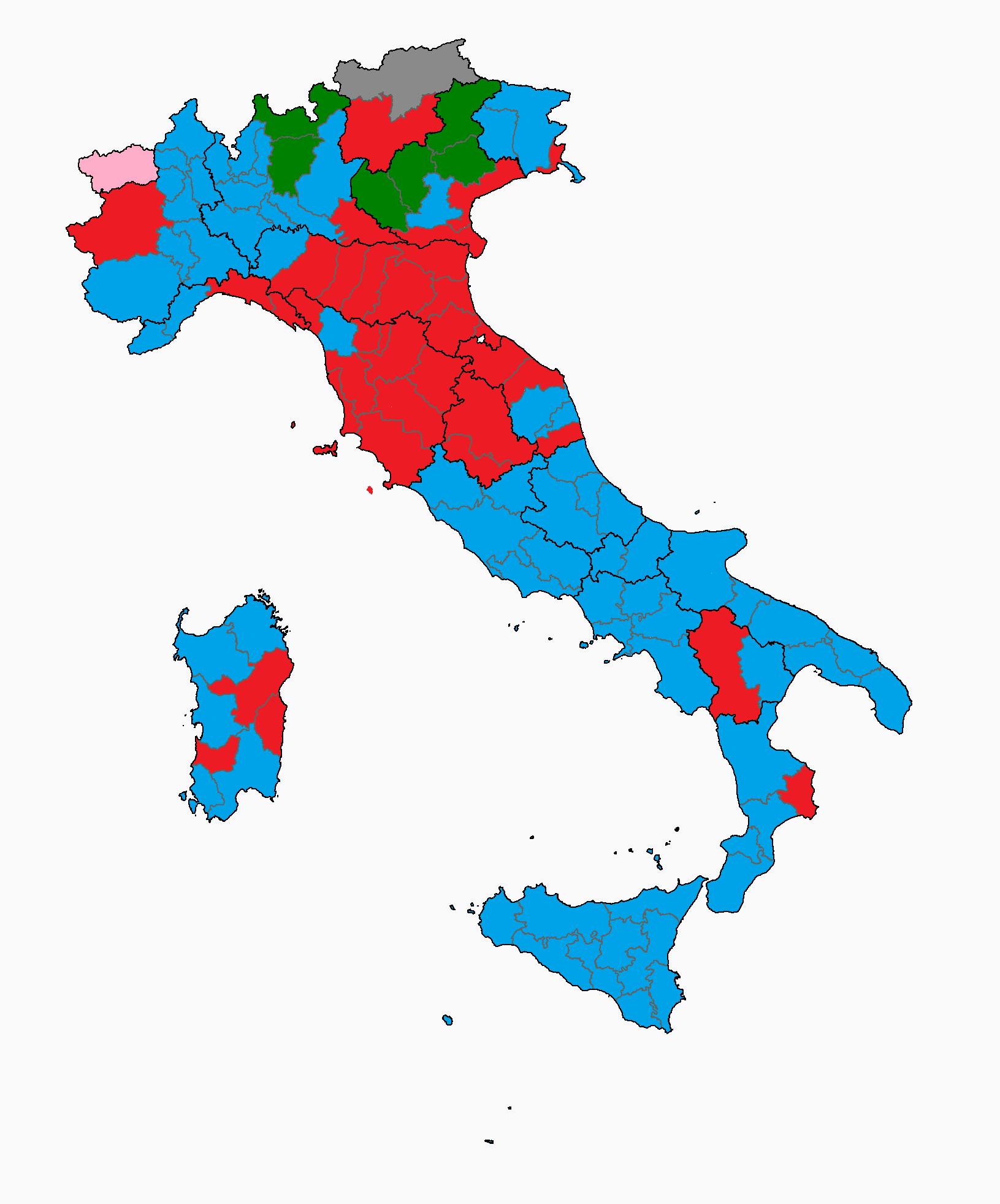
Wygrane w regionach

| Kandydat na premiera   | Lista wyborcza                                         | Głosy      | %      | Miejsca |
| ---------------------- | ------------------------------------------------------ | ---------- | ------ | ------- |
| Silvio Berlusconi      | Lud Wolności                                           | 13 629 464 | 37,388 | 272     |
| Silvio Berlusconi      | Liga Północna                                          | 3 024 543  | 8,297  | 60      |
| Silvio Berlusconi      | Ruch dla Autonomii                                     | 410 499    | 1,126  | 8       |
| Walter Veltroni        | Partia Demokratyczna                                   | 12 095 306 | 33,174 | 211     |
| Walter Veltroni        | Włochy Wartości                                        | 1 594 024  | 4,371  | 28      |
| Pier Ferdinando Casini | Unia Centrum                                           | 2 050 229  | 5,624  | 36      |
| Fausto Bertinotti      | Lewica-Tęcza                                           | 1 124 298  | 3,084  | –       |
| Daniela Santanchè      | Prawica-Trójkolorowy Płomień                           | 884 961    | 2,428  | –       |
| Enrico Boselli         | Partia Socjalistyczna                                  | 355 495    | 0,975  | –       |
| Marco Ferrando         | Komunistyczna Partia Pracujących                       | 208 296    | 0,571  | –       |
| Flavia D’Angeli        | Krytyczna Lewica                                       | 168 916    | 0,459  | –       |
| Siegfried Brugger      | SVP                                                    | 147 718    | 0,405  | 2       |
| Giuliano Ferrara       | Associazione difesa della vita Aborto? No grazie       | 135 535    | 0,371  | –       |
| Stefano Montanari      | Per il Bene Comune                                     | 119 569    | 0,327  | –       |
| Roberto Fiore          | Forza Nuova                                            | 109 699    | 0,298  | –       |
| Stefano De Luca        | Włoska Partia Liberalna                                | 104 053    | 0,284  | –       |
| Bruno De Vita          | Unia Demokratyczna na rzecz Konsumentów                | 91 106     | 0,25   | –       |
| Renzo Rabellino        | No Euro                                                | 66 835     | 0,183  | –       |
| Giorgio Vido           | Liga Veneta Repubblica                                 | 31 353     | 0,086  | –       |
|                        | Die Freiheitlichen                                     | 28 340     | 0,077  | –       |
| Sergio Riboldi         | Movimento Europeo Diversabili Associati                | 16 483     | 0,045  | –       |
| Giacomo Sanna          | Partito Sardo d’Azione                                 | 14 860     | 0,04   | –       |
| Eva Rossi              | Lega per l’Autonomia Alleanza Lombarda Lega Pensionati | 13 992     | 0,038  | –       |
| Andreas Poder          | Unia na rzecz Południowego Tyrolu                      | 12 981     | 0,035  | –       |
| Bustianu Cumpostu      | Sardigna Natzione                                      | 7176       | 0,019  | –       |
| Gianfranco Vestuto     | Lega Sud                                               | 4399       | 0,011  | –       |
| Carlo Covi             | L’intesa Veneta                                        | 2388       | 0,006  | –       |
| Fabiana Stefanoni      | Partia Alternatywy Komunistycznej                      | 1993       | 0,005  | –       |
| Luigi Ferrante         | Il Loto                                                | 1797       | 0 004  | –       |
| Antonio Piarulli       | Movimento Politico Pensiero Azione                     | 946        | 0,002  | –       |
| Razem                  |                                                        | 36 457 254 | 100    | 617     |

### Dolina Aosty
| Lista wyborcza                               | Głosy  | %     | Miejsca |
| -------------------------------------------- | ------ | ----- | ------- |
| Autonomia Wolność Demokracja                 | 29 311 | 39,12 | 1       |
| Vallée d’Aoste Autonomie Progrès Fédéralisme | 28 349 | 37,84 | –       |
| Lud Wolności                                 | 13 877 | 18,52 | –       |
| Liga Północna                                | 2322   | 3,10  | –       |
| Akcja Socjalna                               | 1066   | 1,42  | –       |
| Razem                                        | 74 925 | 100   | 1       |

### Zagranica
| Lista wyborcza                          | Miejsca |
| --------------------------------------- | ------- |
| Partia Demokratyczna                    | 6       |
| Lud Wolności                            | 4       |
| Ruch Stowarzyszeniowy Włochów Zagranicą | 2       |
| Razem                                   | 12      |

## Senat

### Wyniki w regionach Włoch
| Lista wyborcza                                         | Głosy      | %      | Miejsca |
| ------------------------------------------------------ | ---------- | ------ | ------- |
| Lud Wolności                                           | 12 510 306 | 38,174 | 141     |
| Liga Północna                                          | 2 642 167  | 8,062  | 25      |
| Ruch dla Autonomii                                     | 355 076    | 1,083  | 2       |
| Partia Demokratyczna                                   | 11 042 325 | 33,695 | 116     |
| Włochy Wartości                                        | 1 414 118  | 4,315  | 14      |
| Unia Centrum                                           | 1 866 294  | 5,694  | 3       |
| Lewica-Tęcza                                           | 1 053 154  | 3,213  | –       |
| Prawica-Trójkolorowy Płomień                           | 687 211    | 2,096  | –       |
| Partia Socjalistyczna                                  | 284 428    | 0,867  | –       |
| Komunistyczna Partia Pracujących                       | 180 454    | 0,55   | –       |
| Krytyczna Lewica                                       | 136 396    | 0,416  | –       |
| Per il Bene Comune                                     | 105 937    | 0,323  | –       |
| Włoska Partia Liberalna                                | 100 721    | 0,307  | –       |
| Nowa Siła                                              | 85 630     | 0,261  | –       |
| Unia Demokratyczna na rzecz Konsumentów                | 77 725     | 0,237  | –       |
| No Euro                                                | 49 476     | 0,15   | –       |
| Liga Veneta Repubblica                                 | 47 677     | 0,145  | –       |
| Lega per l’Autonomia Alleanza Lombarda Lega Pensionati | 45 622     | 0,139  | –       |
| Movimento Europeo Diversabili Associati                | 20 029     | 0,061  | –       |
| Partito Sardo d’Azione                                 | 15 292     | 0,046  | –       |
| Popolari Uniti                                         | 12 388     | 0,037  | –       |
| Włoska Partia Komunistyczna Marksistowsko-Leninowska   | 8078       | 0,024  | –       |
| Lega Sud                                               | 7119       | 0,021  | –       |
| Sardigna Natzione                                      | 6966       | 0,021  | –       |
| Fronte Indipendentista Lombardia                       | 5249       | 0,016  | –       |
| L’intesa Veneta                                        | 4275       | 0,013  | –       |
| Partito del Sud – Alleanza Meridionale                 | 3736       | 0,011  | –       |
| Sud Libero                                             | 1776       | 0,005  | –       |
| Movimento Politico Pensiero Azione                     | 1602       | 0,004  | –       |
| Razem                                                  |            |        | 301     |

### Dolina Aosty
| Lista wyborcza               | Głosy  | %     | Miejsca |
| ---------------------------- | ------ | ----- | ------- |
| Vallée d’Aoste               | 29 186 | 41,39 | 1       |
| Autonomia Wolność Demokracja | 26 375 | 37,4  | –       |
| Lud Wolności                 | 12 166 | 17,25 | –       |
| Liga Północna                | 2081   | 2,95  | –       |
| Akcja Socjalna               | 712    | 1,01  | –       |
| Razem                        | 70 520 | 100   | 1       |

### Trydent-Górna Adyga
| Lista wyborcza                     | Głosy   | %      | Miejsca |
| ---------------------------------- | ------- | ------ | ------- |
| Lud Wolności (w tym Liga Północna) | 156 318 | 28,193 | 3       |
| SVP-IplA                           | 153 965 | 27,769 | 2       |
| SVP                                | 98 947  | 17,845 | 2       |
| Lewica-Tęcza                       | 39 981  | 7,210  | –       |
| Unia Centrum                       | 32 548  | 5,870  | –       |
| Die Freiheitlichen                 | 24 770  | 4,467  | –       |
| Partia Demokratyczna               | 19 252  | 3,471  | –       |
| Prawica-Trójkolorowy Płomień       | 16 474  | 2,971  | –       |
| Unia na rzecz Południowego Tyrolu  | 11 820  | 2,131  | –       |
| Partia Socjalistyczna              | 374     | 0,067  |         |
| Razem                              | 554 449 |        | 7       |

### Zagranica
| Lista wyborcza                          | Miejsca |
| --------------------------------------- | ------- |
| Lud Wolności                            | 3       |
| Partia Demokratyczna                    | 2       |
| Ruch Stowarzyszeniowy Włochów Zagranicą | 1       |
| Razem                                   | 6       |

## Łączny podział mandatów
| Koalicja       | Lista wyborcza                          | Izba Deputowanych | Senat |
| -------------- | --------------------------------------- | ----------------- | ----- |
| PdL – LN – MpA | Lud Wolności                            | 276               | 147   |
| PdL – LN – MpA | Liga Północna                           | 60                | 25    |
| PdL – LN – MpA | Ruch dla Autonomii                      | 8                 | 2     |
| PdL – LN – MpA | Koalicja razem                          | 344               | 174   |
| PD – IdV       | Partia Demokratyczna                    | 217               | 118   |
| PD – IdV       | Włochy Wartości                         | 29                | 14    |
| PD – IdV       | SVP-IplA                                | –                 | 2     |
| PD – IdV       | Autonomia Wolność Demokracja            | 1                 | 0     |
| PD – IdV       | Koalicja razem                          | 247               | 134   |
| –              | Unia Centrum                            | 36                | 3     |
| –              | SVP                                     | 2                 | 2     |
| –              | Ruch Stowarzyszeniowy Włochów Zagranicą | 1                 | 1     |
| –              | Vallée d’Aoste                          | 0                 | 1     |
| Razem          |                                         | 630               | 315   |